# Kalven (Tärna socken, Lappland, 729189-144523)
Kalven är en sjö i Storumans kommun i Lappland och ingår i Umeälvens huvudavrinningsområde. Sjön har en area på 0,837 kvadratkilometer och ligger 480,3 meter över havet.

## Delavrinningsområde
Kalven ingår i det delavrinningsområde (729277-144417) som SMHI kallar för Utloppet av Kalven. Medelhöjden är 527 meter över havet och ytan är 5,37 kvadratkilometer. Det finns ett avrinningsområde uppströms, och räknas det in blir den ackumulerade arean 19,38 kvadratkilometer. Vattendraget som avvattnar avrinningsområdet har biflödesordning 3, vilket innebär att vattnet flödar genom totalt 3 vattendrag innan det når havet efter 415 kilometer. Avrinningsområdet består mestadels av skog (72 procent). Avrinningsområdet har 0,84 kvadratkilometer vattenytor vilket ger det en sjöprocent på 15,6 procent.